# مقیاس آبگریزی
مقیاس‌های آب‌گریزی مقادیری هستند که آبگریزی یا آب‌دوستی نسبی باقی‌مانده‌های اسید آمینه را تعریف می‌کنند. هر چه مقدار مثبت‌تر باشد، امینواسیدهای واقع در آن ناحیه از پروتئین آبگریزتر هستند. این مقیاس‌ها معمولا برای پیش‌بینی مارپیچ آلفای غشایی پروتئین‌های غشایی استفاده می‌شوند. هنگام اندازه‌گیری متوالی اسیدهای آمینه یک پروتئین، تغییرات در مقدار نشان دهنده جذب نواحی پروتئینی خاص به سمت ناحیه آبگریز در داخل دولایه لیپیدی است. ویژگی آبگریز یا آبدوست یک ترکیب یا اسیدآمینه، ویژگی هیدروپاتیک، هیدروپاتیک بودن یا هیدروپاتی آن است.
آبگریزی و اثر آبگریز
اثر آبگریز نشان دهنده تمایل آب به حذف مولکول‌های غیرقطبی است.این اثر از اختلال در پیوندهای هیدروژنی بسیار پویا بین مولکول‌های آب مایع منشا می‌گیرد. گروه‌های شیمیایی قطبی، مانند OH در متانول، اثر آبگریز را ایجاد نمی‌کنند. با این حال، یک مولکول هیدروکربن خالص، به عنوان مثال هگزان، نمی‌تواند پیوندهای هیدروژنی را بپذیرد یا به آب اهدا کند. ورود هگزان به آب باعث ایجاد اختلال در شبکه پیوند هیدروژنی بین مولکول‌های آب می‌شود. پیوندهای هیدروژنی تا حدی با ساختن یک قفس آب در اطراف مولکول هگزان بازسازی می‌شوند، مشابه آنچه در هیدرات‌های Clathrare که در دماهای پایین‌تر شکل می‌گیرد. حرکت مولکول‌های آب در قفس(یا پوسته حلال سازی) به شدت محدود شده است. این منجر به تلفات قابل توجهی در آنتروپی انتقالی و چرخشی مولکول‌های آب می‌شود و فرایند را از نظر انرژی آزاد سیستم نامطلوب می‌کند. از نظر ترمودینامیک، اثر آبگریز، تغییر انرژی آزاد آب در اطراف املاح است. تغییر انرژی آزاد مثبت حلال اطراف نشان دهنده آبگریزی است، در حالی که تغییر انرژی آزاد منفی نشان دهنده آب دوستی است. به این ترتیب، اثر آبگریزی نه تنها می‌تواند موضعی شود، بلکه به مشارکت‌های آنتالپیک و آنتروپیک نیز تجزیه می‌شود.
انواع مقیاس آبگریزی اسیدآمینه
تعدادی مقیاس مختلف آبگریزی توسعه داده شده است؛ Kyte and Doolittle ، Rose, et al ، Wolfenden, et al و Janin(1979) . تفاوت‌های واضحی بین انواع مقیاس‌ها  وجود دارد. این تفاوت‌ها به دلیل روش‌های مختلفی است که برای اندازه‌گیری آب‌گریزی استفاده می‌شود.
1. ↑  "A simple method for displaying the hydropathic character of a protein""
2. ↑  Tanford, C., The hydrophobic effect(New York:Wiley.1980)
3. ↑  Biswas, Kallol M.; DeVido, Daniel R.; Dorsey, John G. (2003). "Evaluation of methods for measuring amino acid hydrophobicities and interactions". Journal of Chromatography A. Elsevier BV. 1000 (1–2): 637–655. doi:10.1016/s0021-9673(03)00182-1. ISSN 0021-9673. PMID 12877193.